# 伞陂寺镇
伞陂寺镇是中国河南省信阳市潢川县下辖的一个镇。

## 行政区划
伞陂寺镇下辖：伞陂村、陈集村、邬堰村、古城东村、古城西村、长青村、林寨村、黄堰村、古塘村、杨集村、瓦子岗村、唐庙村、贺堰村、余营村、苏大塘村、万大桥村。